# Corona de San Venceslao

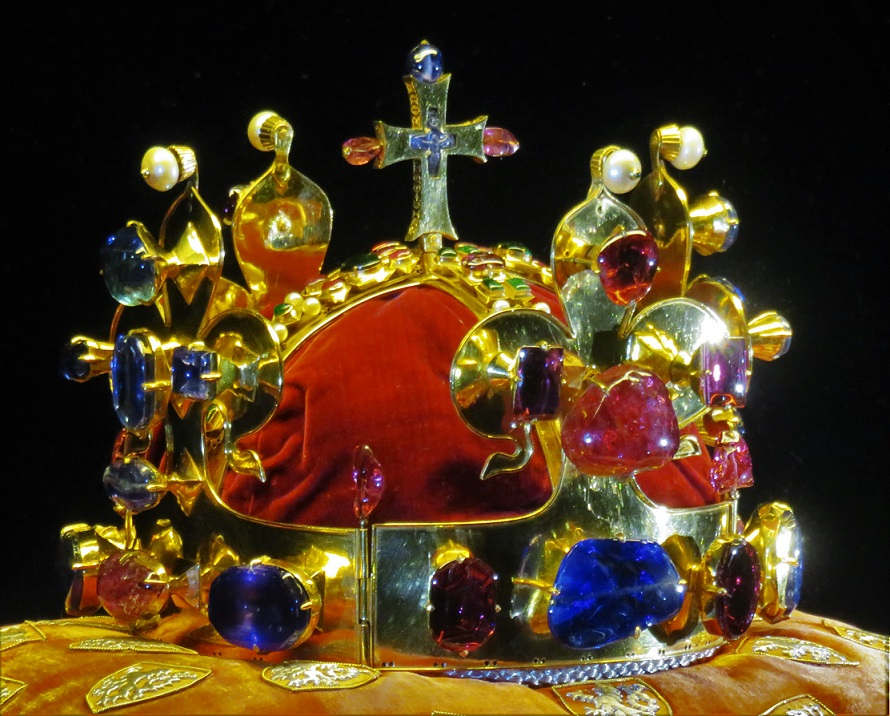
Corona de San Venceslao.

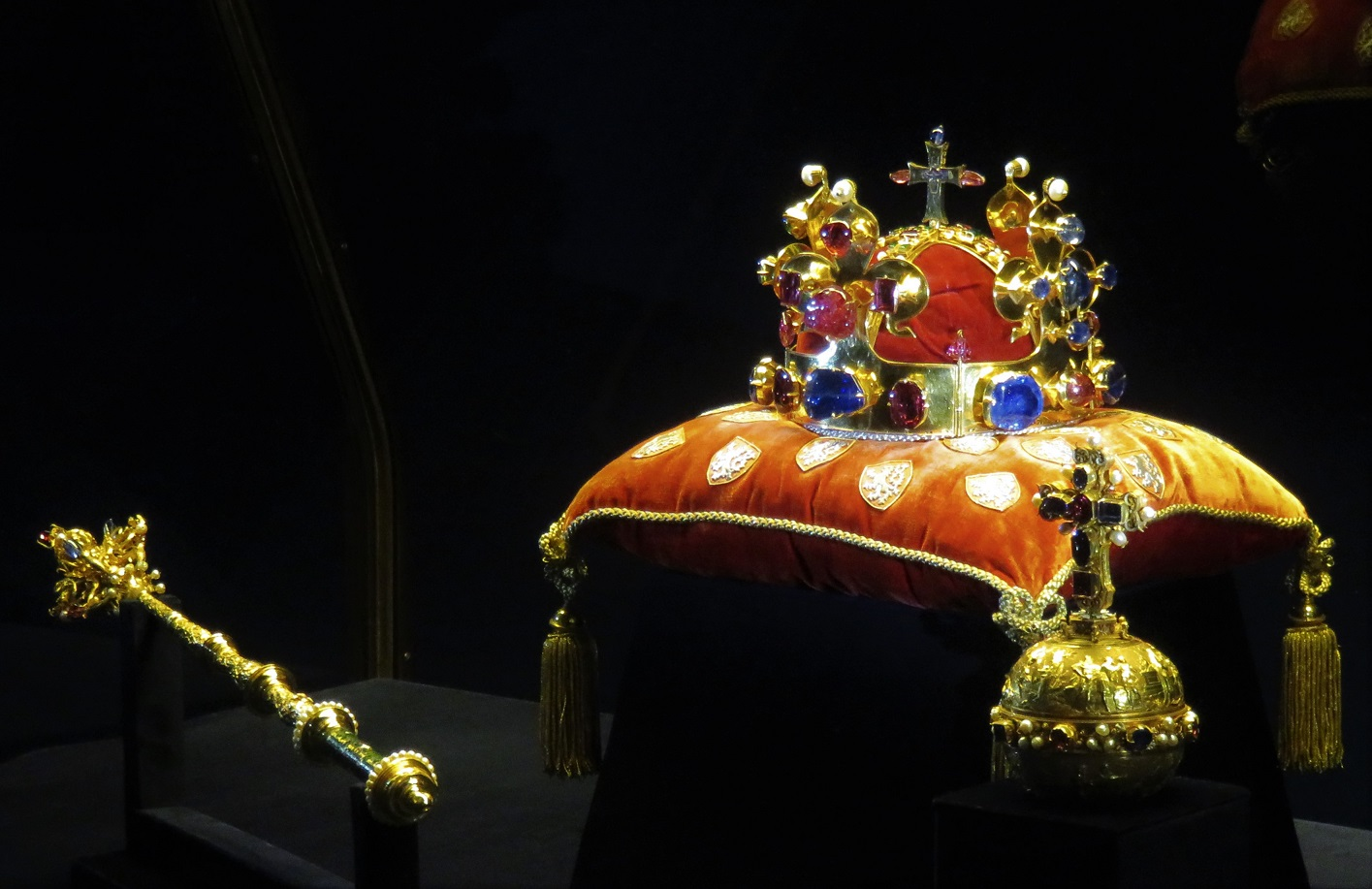
La Corona, el Cetro y el Orbe.

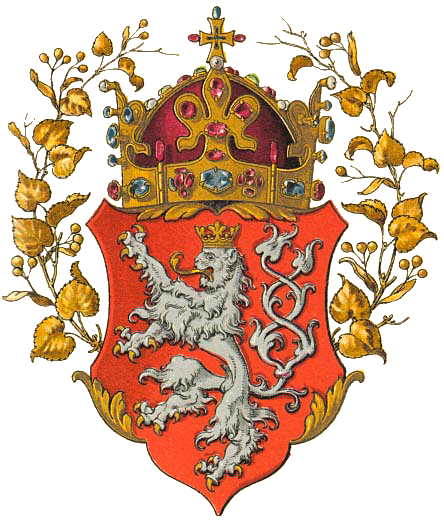
Representación heráldica de la Corona de San Venceslao en el escudo del Reino de Bohemia.

La Corona de San Wenceslao (Checo: Svatováclavská koruna) es la pieza más destacada de las joyas de la desaparecida Corona de Bohemia (también conocidas como Tesoro Checo) y fue realizada en 1347. El undécimo rey de Bohemia, Carlos IV que fue miembro de la Casa de Luxemburgo y Sacro Emperador Romano, ordenó la elaboración de esta corona para la ceremonia de su coronación y se la dedicó al santo patrón checo, San Wenceslao. Este monarca legó esta joya como una corona de Estado para que fuesen coronados con ella sus sucesores en el trono de Bohemia.
Carlos IV ordenó que la Corona Real de Bohemia permaneciera de forma permanente en la Catedral de San Vito, en Praga. La última ceremonia de coronación de un monarca de Bohemia fue la de Fernando V (Fernando I como emperador de Austria) en 1836. Con esta corona se coronaron 22 monarcas checos desde el siglo XIV.

## Diseño
El diseño de la Corona de San Wenceslao es semejante a la anterior, que utilizaron los monarcas de la Dinastía de los Přemyslidas. Consiste en un círculo decorado en su parte superior con cuatro florones de gran tamaño con forma de lirios (un elemento de la heráldica de los reyes de Francia). La corona está cerrada con cuatro diademas decoradas con gemas y rematadas con una cruz de oro adornada con un camafeo de zafiro y otras piedras preciosas. Conforme a la tradición, el interior de la cruz contiene una supuesta espina de la corona de Cristo.
Esta corona está realizada con oro de extrema pureza, de veintidós a veintitrés quilates (del 88 al 92 %), y decorada con piedras preciosas y perlas. Cuenta con un total de diecinueve zafiros, 44 espinelas, un rubí, treinta esmeraldas y veinte perlas.

## La maldición de la Corona de San Wenceslao
Dice una leyenda que si la corona de San Wenceslao se pone sobre la cabeza de una persona que no posee legitimidad para ser rey, esta morirá en el plazo de un año[cita requerida]. En 1941 Reinhard Heydrich, gobernador nazi de Bohemia y Moravia, visitó la Catedral de San Vito para ver el tesoro checo. Se ha afirmado[¿quién?] que durante esta visita Heydrich se colocó la corona en la cabeza. Aproximadamente un año después, el 4 de julio de 1942, Heydrich murió como consecuencia de un atentado pero no se ha localizado ninguna prueba de que realmente llegara a ceñirse la corona.

## Las siete cerraduras
Las joyas de la Corona de Bohemia están custodiadas en la Capilla de San Wenceslao de la Catedral de San Vito. En la esquina suroeste de la capilla mencionada existe una puerta metálica de pequeño tamaño que da acceso a la cámara de la corona. Esta puerta metálica cuenta con siete cerraduras, conforme a la tradición para abrirlas deben estar presentes los siete poseedores de sus llaves, miembros de la Iglesia y el Estado checo. Actualmente los poseedores de las siete llaves son: el presidente de la República, el primer ministro, el arzobispo de Praga, los presidentes del Senado y de la Cámara de los Diputados, el alcalde mayor de la ciudad de Praga y el preboste del Capítulo Metropolitano de San Vito. Esta tradición se inició en 1791, después de que el rey Leopoldo II devolviese las joyas a Praga ya que previamente se habían trasladado a Viena por la Casa de Austria, la última dinastía reinante en Bohemia.